# Medinilla papillosa
Medinilla papillosa là một loài thực vật có hoa trong họ Mua. Loài này được Baker mô tả khoa học đầu tiên năm 1883.